# Eilema praecipua
Eilema praecipua là một loài bướm đêm thuộc phân họ Arctiinae, họ Erebidae.